# Bladveer

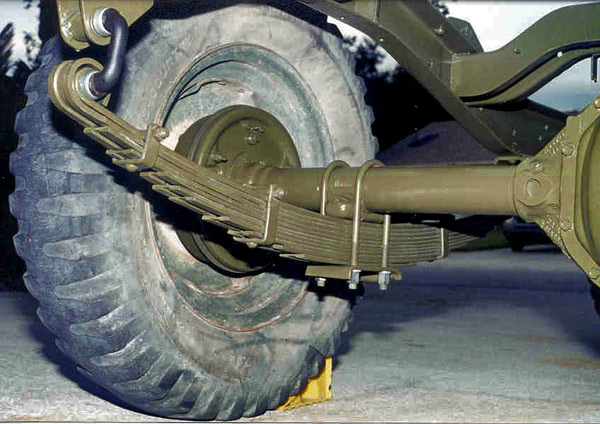
Bladveer van de achteras van een Jeep

Een bladveer is een eenvoudige soort mechanische veer, die berust op het principe van buiging. Een bladveer is een balk waarvan de lengte vele malen groter is dan de dikte. De veerwerking ontstaat door de tegenwerkende veerkracht ten gevolge van elastische deformatie. Het is een van de oudste vormen van mechanische veren, die reeds in de middeleeuwen werden toegepast. Toepassingen van bladveren zijn universeel, maar het bekendst is de toepassing in de veersystemen van motorvoertuigen . Tevens worden bladveren veel toegepast in precisiemechanismen als elastisch scharnier of rechtgeleiding.

## Bladveren in de automobielindustrie

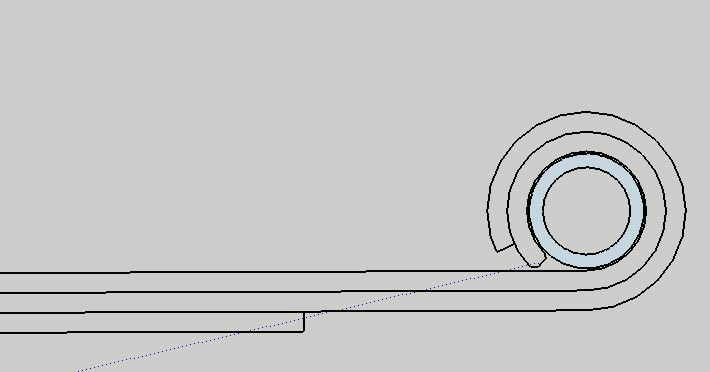
uitvoering met dubbel hoofdblad

Dit type veer wordt ook als semi-elliptische veer of waveer aangeduid. De veer heeft de vorm aan van een slank boogvormig blad van verenstaal met een rechthoekige doorsnede. Het middelpunt van de boog ondersteunt de as van het voertuig, en de uiteinden van de veer zijn via een geëigende constructie, die de veerbeweging mogelijk maakt, aan het chassis vastgezet. Voor zware voertuigen kan de bladveer bestaan uit een pakket van meerdere platen, die op elkaar gestapeld zijn. In de wetgeving staat dat de hoofdbladen dubbel moeten worden uitgevoerd in verband met de veiligheid. De constructie moet zodanig zijn dat, als er één blad breekt, nog een verbinding blijft bestaan tussen het chassis en de as.
Bladveren waren tot en met de jaren 1970 nog algemeen in gebruik bij motorvoertuigen, tot de verschuiving naar voorwielaandrijving en meer verfijnde veersystemen door autofabrikanten. Bladveren worden nog steeds gebruikt in commerciële zware voertuigen, zoals pick-ups, vrachtwagens en treinen.

## Bladveren in de precisietechnologie
Veel mechanismen worden ontworpen voor relatief kleine verplaatsingen of rotaties. In dergelijke gevallen kunnen elastische scharnieren zoals bladveren worden gebruikt als vervanging voor reguliere scharnieren of rechtgeleidingen. Een groot voordeel van deze bladveren is de afwezigheid van speling of wrijving. Dit maakt zeer hoge positienauwkeurigheid en herhaalbaarheid mogelijk. De stijfheid van bladveren in lengterichting is zeer hoog in verhouding tot de stijfheid in transversale richting, waardoor er bewegingsvrijheid blijft. Dit maakt bladveren uitermate geschikt om bijvoorbeeld statische overbepaaldheid of problemen door thermische uitzetting tegen te gaan.

## Bladveerberekeningsmethoden
Er zijn meerdere methoden om (een pakket) bladveren door te rekenen wat doorbuiging en spanning betreft. Het ligt ook aan de constructieve uitvoering van een verenpakket welke rekenmethode het beste past. 

### Trapeziumveer

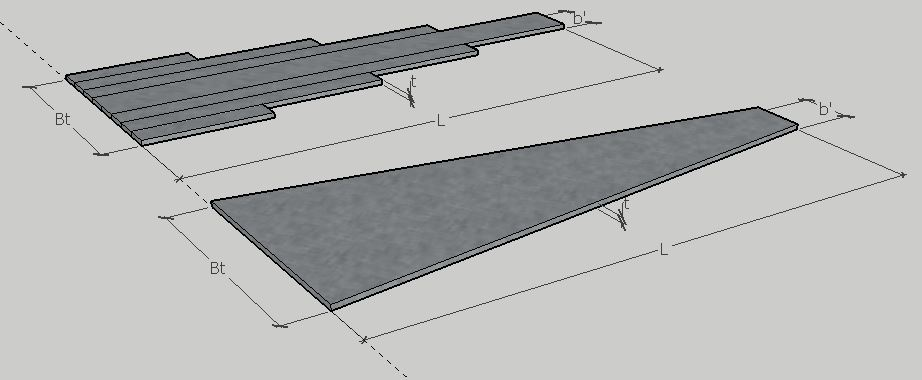
benader verenpakket door een trapeziumveer

Als we in elk blad van het verenpakket een gelijke elastische lijn veronderstellen kunnen we de bladen denkbeeldig naast elkaar leggen. Bij deze benadering gaan we er ook van uit dat elk blad dezelfde breedte (b) en dikte (t) heeft. De totale breedte (Bt) van de trapeziumveer bij de inklemming veronderstellen we dan de som van de breedte van de afzonderlijke bladen. De lengte (L) is de afstand vanaf de inklemming tot het oog. Ter plaatse van het oog hebben we meestal twee hoofdbladen. Dan wordt de breedte (b') van de top van de trapezium twee keer de breedte (b) van een blad 

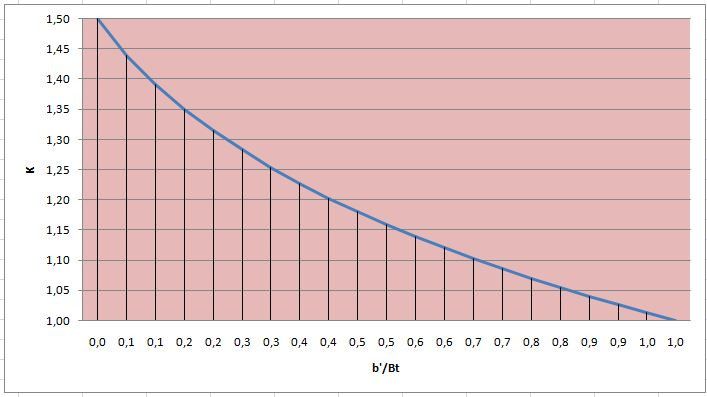
factor (K) afhankelijk van de breedte verhouding b'/Bt

Het lineair traagheidsmoment t.p.v. de inklemming is dan: 
{\displaystyle {Iv}={\frac {Bt\cdot t^{3}}{12}}}
en
{\displaystyle {E}={Elasticiteitsmodulus}}
Stel dat we ter plaatse van het oog een kracht (P) hebben dan geld voor de verplaatsing (y)
{\displaystyle {y}={\frac {P\cdot L^{3}\cdot K}{3\cdot E\cdot Iv}}}
De correctiefactor (K) kunnen we aflezen in de grafiek en is afhankelijk van de verhouding b'/Bt.
Bij b'=Bt hebben we een rechthoekige vorm en K=1
{\displaystyle {y}={\frac {P\cdot L^{3}}{3\cdot E\cdot Iv}}}
Bij b'=0  hebben we een driehoekige vorm en K=1,5
{\displaystyle {y}={\frac {P\cdot L^{3}}{2\cdot E\cdot Iv}}}

### Tipkrachtenmethode

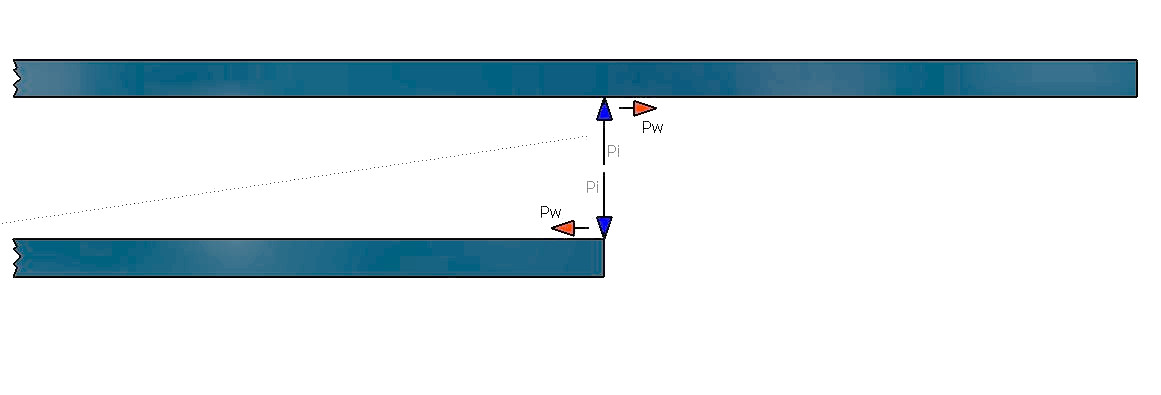
aanname krachten bij de tipkrachtenmethode

Bij de tipkrachten methode gaan we uit van de veronderstelling dat de kracht (Pi) van blad (i) wordt overgebracht via de tip van het blad. De bladen vervormen niet gelijk en er is een wrijvingskracht (Pw) tussen de bladen.
{\displaystyle {Pw}={\mu \cdot Pi}}
Deze veronderstelling wordt ondersteund door de slijtageplekken van een verenpakket. De slijtage is ter plaatse van de tippen van de bladen. De berekening van de spanningen en verplaatsingen wordt bij deze methode een stuk ingewikkelder. Daarom wordt vaak een computerprogramma gebruikt om het verenpakket door te rekenen. Bij deze berekeningsmethode moet er dus ook een aanname worden gedaan van de wrijvingscoëfficiënt. Hou er rekening mee dat de wrijving in de loop van de tijd kan wijzigen.